# Giudecca

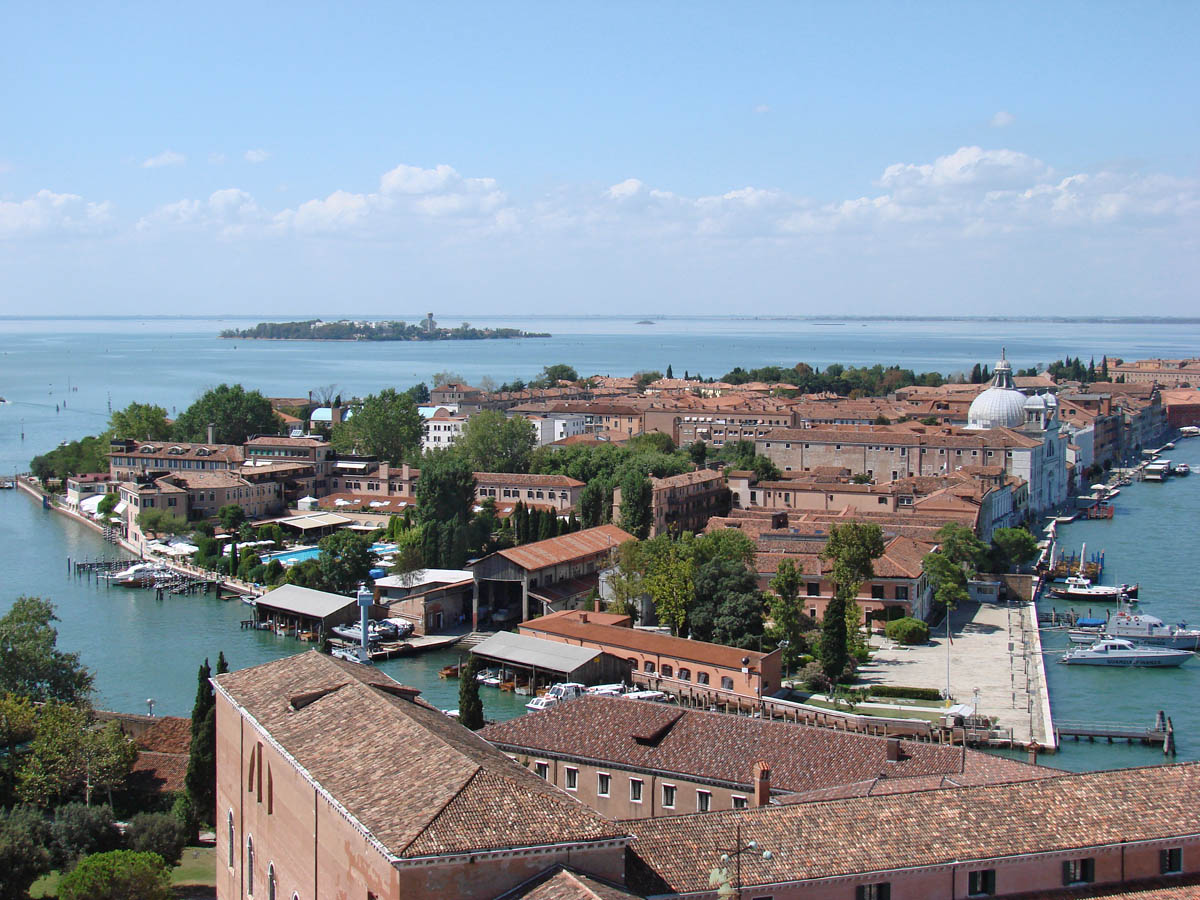
A Giudecca a San Giorgio Maggiore-templom harangtornyából nézve

A Giudecca (velencei nyelven Suèca) egy sziget (vagy, még inkább egy nyolc szigetből álló szigetsor) a Velencei-lagúna déli részén fekszik, Velence történelmi központjától délre, a Canale della Giudeccával szemben, amely közigazgatási szempontból részben a Dorsoduro sestiere alá tartozik.
Az igazi Giudecca (4792 lakos) az utóbbi időkig a Sacca Fisolával (1458 lakos), egy szigeten található, amely a Lagúna nyugati végén helyezkedik el.
A várostól délre, egy lakóövezetben található, viszonylag csendes, a turisták túlzott jelenléte nélkül.

## Történelem

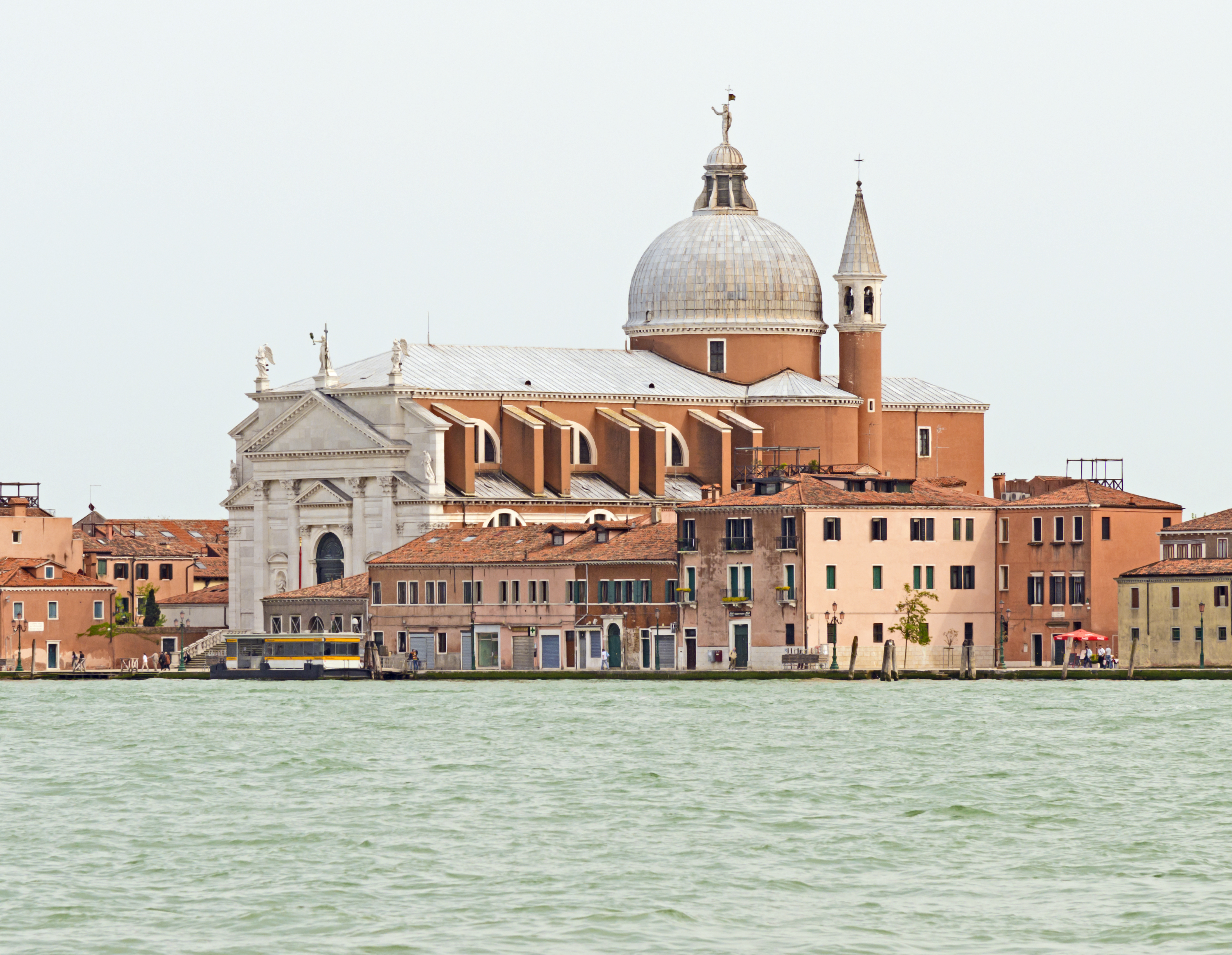
A Megváltó temploma

A Giudecca mindig is szerves része volt Velence történetének, szorosan kapcsolódva ahhoz.
Viszonylag későn városiasodott, azelőtt területét teljesen gyümölcsösók és kertek borították.

### A név eredete
A Giudecca ősi ismert neve Spinalonga volt (a. m. Hosszúszálka), talán azért, mert hosszúkás alakú, mint a heringgerinc.
Egyesek szerint jelenlegi nevét a szigeten volt első zsidó negyedről kapta ami előtt a zsidók szabadon élhettek bárhol a városban. Ez a forrás is a gyakran idézett szóbeli hagyományon alapul, miszerint a szigeten két zsinagóga volt (a 18. században megsemmisültek) valamint az állítólagos felfedezés, hogy a Cselédek egy kő héber feliratán, a megbízható történelmi bizonyíték. Csak azután létesült a gettó. Az első gettót Velencében 1516. március 29-én Cannaregióban alapították, mert abban az időben a szigeten egy katonai laktanya volt.
Egy másik hipotézis szerint neve eredete a zudegà (az ősi velencei „megítélni”) szó, hivatkozás az ítéletre, amelyben a 9. század elején a Köztársaság kárpótlásul nyújtott egy kis földet, hogy az általa jogtalanul száműzetésre ítélt Barbolani, Flabanici és Caloprini családokat kárpótolja.
Egy további feltételezés végül még közelebb hozza az igazságot: „a bőrfeldolgozó tímár, aki cserzésre sterpami cserjékből származó növényi anyagot használt”. A Veneto régióban, és Trento megyében honos szavak a zuèc, zueccam, zuecchi, míg Isztria gyakran használt helyneve, a Zudeca a hivatkozás olyan helyre, ahol a bőrt cserzik, ezért valószínű, hogy a velencei sziget neve is ebből a tevékenységből származik, és/vagy a bőrfeldolgozás során felhasznált rengeteg sterpamiból.

## Műemlékek és látnivalók

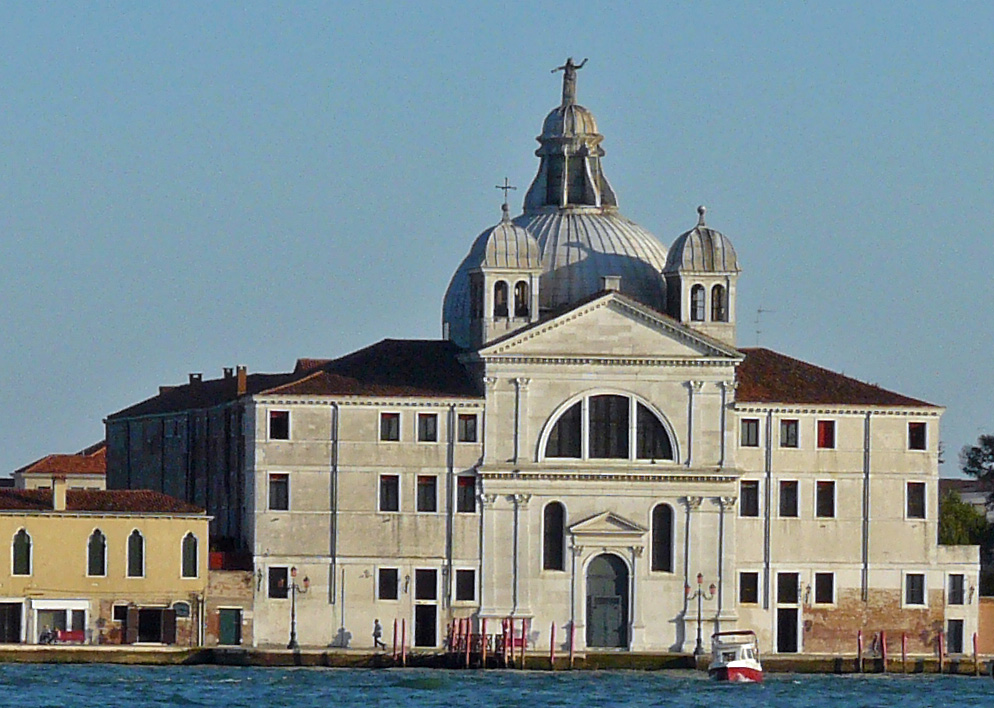
A Le Zitelle-templom

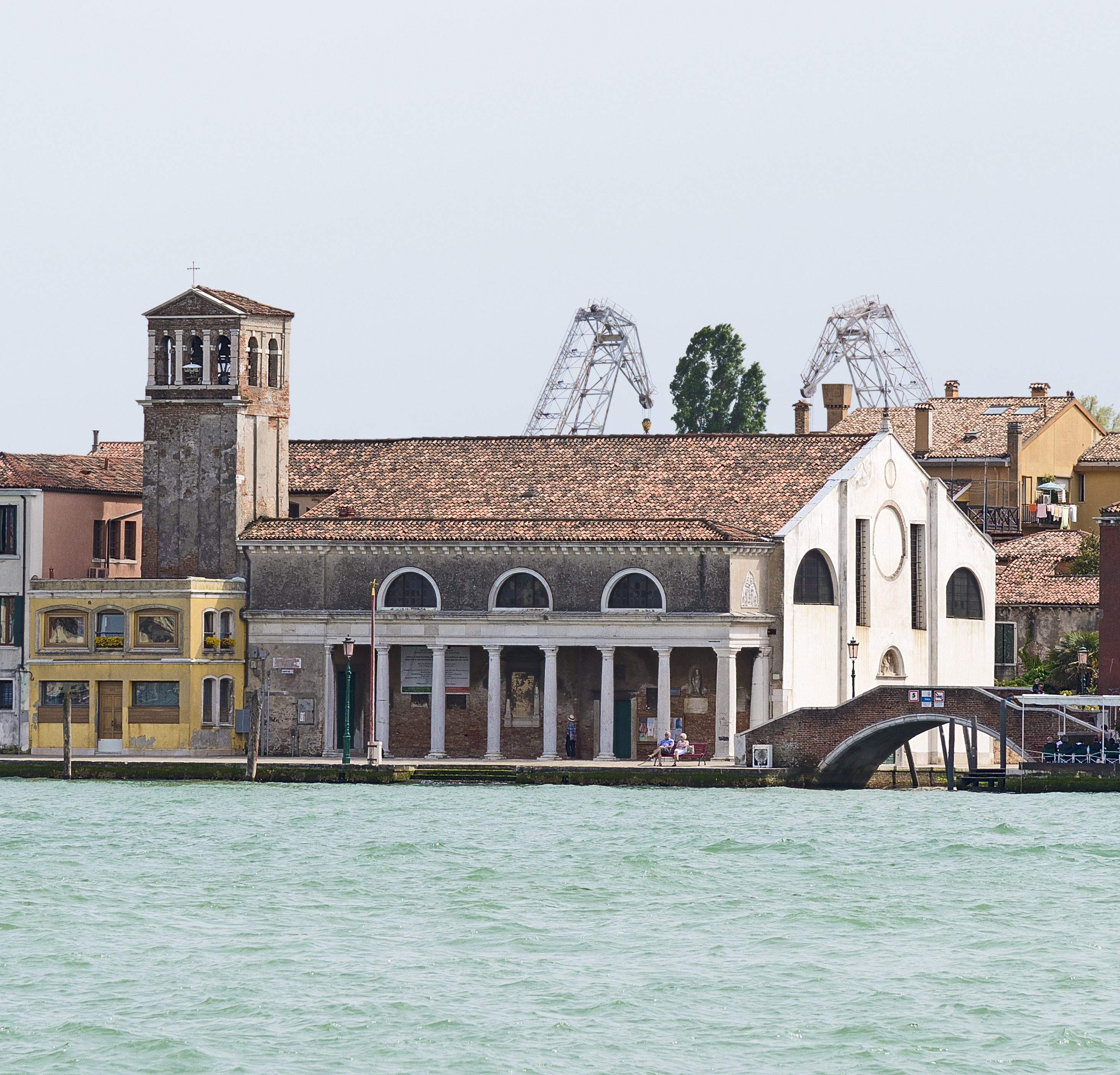
A Sant'Eufemia-templom

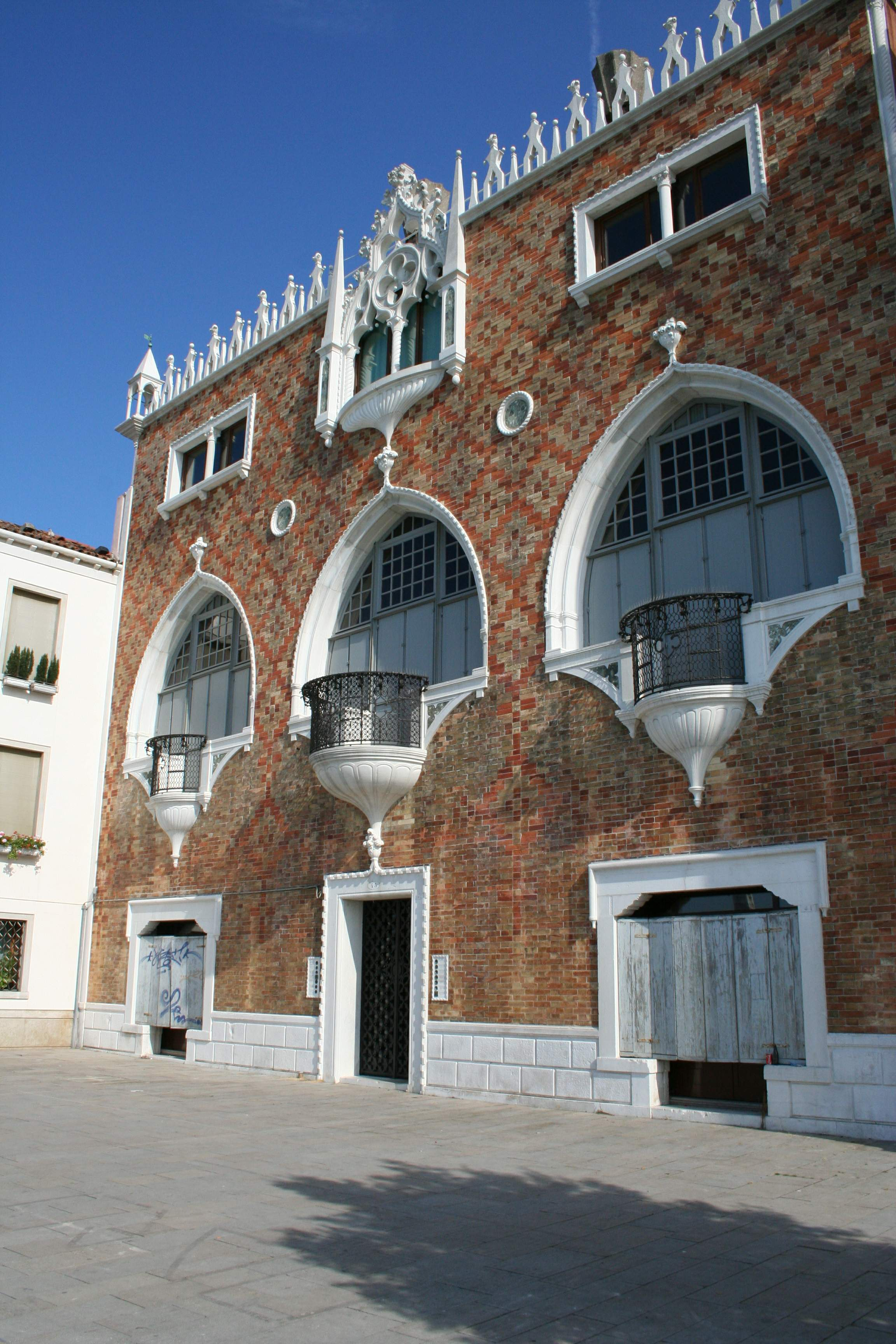
A Casa dei Tre Oci

### Egyházi építészet
Ezen a szigeten 1577 és 1592 között épült a Megváltó temploma, Palladio tervei alapján. Ez a vallási emlékmű volt a hálaadás jele, az 1576-os szörnyű pestisjárvány elmúltával, amely a város minden harmadik lakosa, köztük a doge, Sebastiano Venier halálát okozta; még ma is az alapja a Megváltó ünnepének.
A Megváltó temploma értékes, gazdag festményei a legnagyobb velencei festők alkotásai. A sekrestyében Paolo Veronese képei csodálhatók meg. A legjobb kilátás erre a késő reneszánsz templomra a Fondamenta delle Zattere, vagy a Dorsoduro sestiere déli részén elnyúló hosszú móló felől nyílik.
A Megváltó nem az egyetlen Palladio-templom a szigeten: egy kicsit messzebb a várostól van még a Le Zitelle (a. m.[agg]szűzek), amely a szokásos vallási funkciók mellett kongresszusi központként is működik, sőt a legmodernebbek között. A szomszédos épület egykor kolostorként szolgált szegény emberek leányai számára, akik megtanulták itt a hagyományos női feladatok ellátását (beleértve a híres velencei csipke készítését).
Jelentős érték még a nagyon ősi templom, a Sant'Eufemia, amelynek eredete a 7. századba nyúlik vissza: ez az egyik legrégebbi Velencében, amely egyszerű külseje ellenére jelentős belső értéket képvisel.
Meg kell emlékeznünk még a két szerzetesi monostorról. Egyikük a Szent Balázs és Cataldo templom mellett, amelyek Domenico Rossi és Giorgio Massari építészek műve, de ma már nem létezik (a 19. században lebontották), valamint a Szent Kereszté, még mindig látható, bár megszentségtelenített, elhanyagolt állapotban.

### Világi építészet

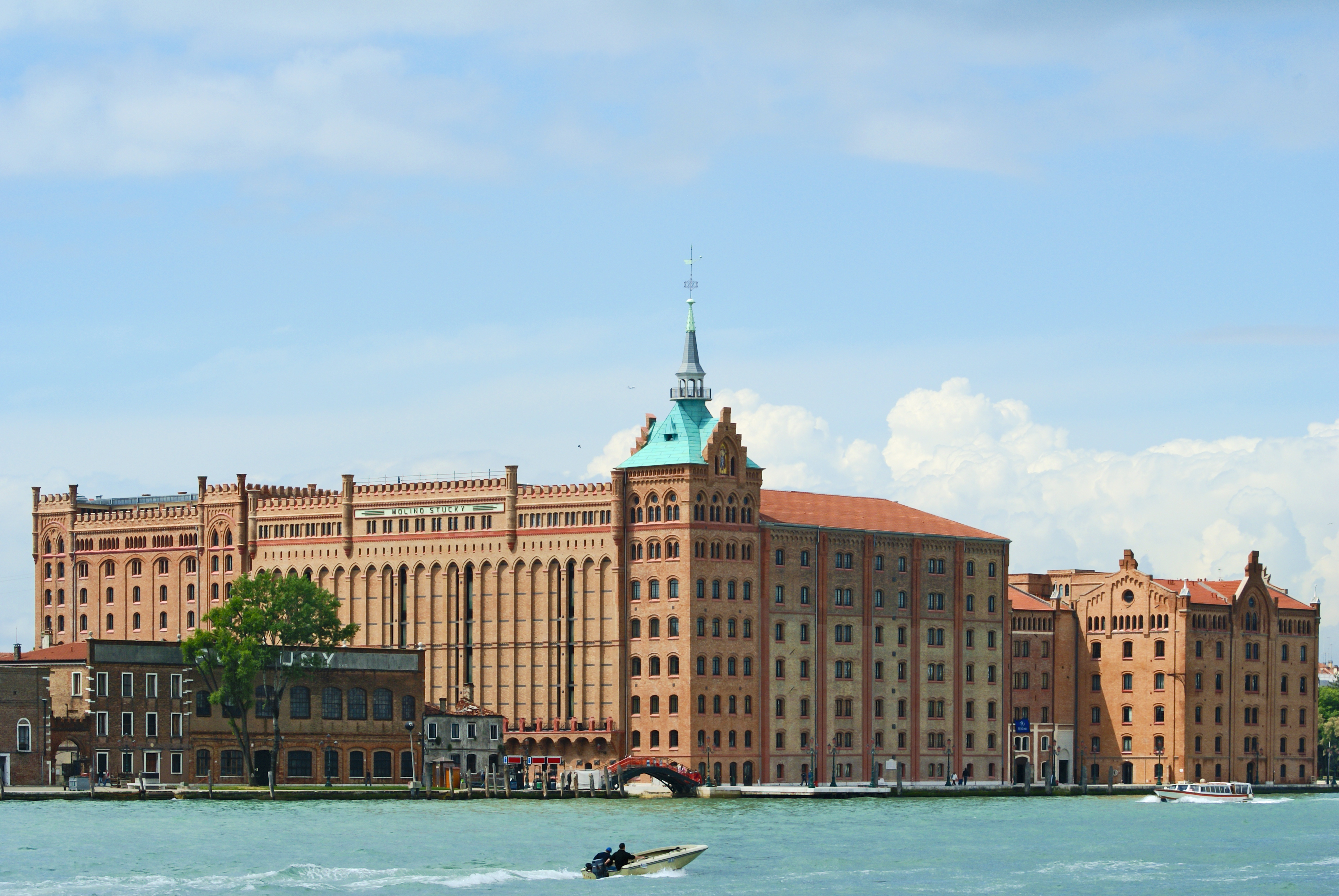
A Molino Stucky

A sziget nyugati végén áll a neogótikus Molino Stucky, egy 1895-ben a svájci Giovanni Stucky által alapított malom. Túl sokba került a fenntartása, ezért 1955-ben bezárták. Az Acqua Pia Antica Marcia befektetői csoport felújíttatta, és 2007 óta a Hilton Hotels-szállodalánc kongresszusi központjaként használja.
A sziget ellenkező oldalán emelkedik a Hotel Cipriani, az egyik legnagyobb luxussal felszerelt velencei szálloda, s tőle nem túl messze, a Casa dei Tre Oci palota, neogótikus homlokzatával, valamint egy másik példa a Villa Herriot-komplexum, arccal a lagúna felé.

## Infrastruktúra, közlekedés

### A városi mobilitás
A szigen a vaporetto négy alábbi megállóját az ACTV üzemelteti: Zitelle, Redentore, Palanca és Sacca Fisola. A sziget a 2-es vaporetto-, és a 41, 42 motorcsónakvonalakon érhető el. Az éjszaka folyamán a szigetet az N-vonal szolgálja ki, amely a 2-est helyettesíti.

## Fordítás
Ez a szócikk részben vagy egészben  a   Giudecca című olasz Wikipédia-szócikk ezen változatának fordításán alapul.  Az eredeti cikk szerkesztőit annak laptörténete sorolja fel. Ez a jelzés csupán a megfogalmazás eredetét és a szerzői jogokat jelzi, nem szolgál a cikkben szereplő információk forrásmegjelöléseként.